# Władysław Orłowski (1922–1989)
Władysław Orłowski (ur. 27 czerwca 1922 w Warszawie, zm. 5 stycznia 1989 w Łodzi) – polski prozaik, autor sztuk scenicznych i publicysta.

## Życiorys
Od 1934 uczył się w Państwowym Gimnazjum im. Mikołaja Kopernika w Łodzi. W 1940 roku został wysiedlony z Łodzi. Po roku 1940 działał w Armii Krajowej. Brał udział w powstaniu warszawskim. W latach 1944–1945 był jeńcem w stalagu.
Po wojnie w latach 1945–1958 był redaktorem prasy łódzkiej, związanym z „Dziennikiem Łódzkim” i „Expressem Ilustrowanym”. Ukończył studia na Wydziale Prawa Uniwersytetu Warszawskiego. W latach  W latach 1959–1961 był redaktorem naczelnym i dyrektorem Łódzkiego Ośrodka Telewizyjnego, zaś w latach 1962–1987 był naczelnym redaktorem Wytwórni Filmów Oświatowych. W 1970 roku uzyskał stopień doktora w Instytucie Sztuki Polskiej Akademii Nauk za rozprawę Podstawowa problematyka adaptacji filmowych i telewizyjnych tekstów literackich na wybranych przykładach.
Debiutował w 1961 roku jako autor sztuki scenicznej Sprawiedliwość w Kioto.
Pochowany na cmentarzu komunalnym Doły w Łodzi (kw. 27, rz. 1, grób 103).

## Twórczość wybrana
- Z książki na ekran
- Cudza miłość, cudze cierpienie
- Idę razem z wami
- Urodzinowy wieczór
- Dynastia bez herbu
- Niezwykłe przygody Józefiny
- Wołanie z pustej przestrzeni
- Odłamki

## Nagrody
- 1963: nagroda zespołowa III stopnia Ministra Obrony Narodowej
- 1968: Nagroda Miasta Łodzi w dziedzinie upowszechnienia kultury (wraz z Jerzym Niteckim, Romanem Sykałą, Tadeuszem Szewerą i Markiem Wawrzkiewiczem – zespół odpowiedzialny za opracowanie i zrealizowanie widowiska Idąc tysiącleciem, widowiska plenerowego Ballada partyzancka oraz widowiska Dni, które wstrząsnęły światem)[4][5].
- 1987: Nagroda Miasta Łodzi za twórczość literacką i działalność społeczną w rozwoju kultury teatralnej i filmowej[5]

## Odznaczenia
- Srebrny Krzyż Zasługi (1955),
- Honorowa Odznaka Miasta Łodzi (1961),
- Odznaka „Zasłużony Działacz Kultury” (1967),
- Medal Zwycięstwa i Wolności 1945 (1974)[1].